# Candie Payne
Candice Payne (Liverpool, 19 dicembre 1981) è una cantautrice britannica.

## Biografia
Candice Payne ha iniziato la sua carriera musicale esibendosi con i gruppi Tramp Attack and Edgar Jones & the Joneses all’inizio degli anni 2000. Il suo primo album in studio, intitolato I Wish I Could Have Loved You More, ha raggiunto la 56ª posizione della Official Albums Chart mentre il singolo omonimo si è fermato alla numero 84 della Official Singles Chart. A novembre 2007 è stata sulla copertina del The Times insieme a Cilla Black e Ami Harding dei The Zutons, omaggiando la musica di Liverpool, e il mese successivo si è esibita al Friday Night with Jonathan Ross con una cover di Oh My God, insieme a Mark Ronson e Ricky Wilson. Nel 2008 è partita per una tournée europea e statunitense con Ronson, che ha toccato anche festival musicali quali il Glastonbury, il Global Gathering e il Montreux Jazz Festival; i due hanno inoltre aperto concerti per Jay-Z.

## Discografia

### Album in studio
- 2007 – I Wish I Could Have Loved You More

### Singoli
- 2006 – All I Need to Hear
- 2006 – Take Me
- 2006 – By Tomorrow
- 2007 – I Wish I Could Have Loved You More
- 2007 – One More Chance